# Jessica Thorin
Jessica Thorin, född den 15 november 1994 i Stockholm, är en svensk fotbollsspelare som tidigare spelat för AIK i Damallsvenskan samt Elitettan. Hon har även spelat för det svenska landslaget på U19-nivå.

## Klubbkarriär
Thorin började spela för AIK redan år 2007 men debuterade i A-laget först den 29 september 2012. AIK:s damlag spelade mot Kristianstad i Damallsvenskan där Thorin ersatte Lori Chalupny. Under 2013 togs hon ut i U19-landslaget, spelade 2 landskamper och svarade för 1 mål. Säsongen 2014 och delar av 2015 kantades av skadebekymmer.